# 케빈 러브
케빈 웨슬리 러브(영어: Kevin Wesley Love, 1988년 9월 7일 ~ )는 미국의 농구 선수로 포지션은 포워드 센터이다. 현재 NBA의 팀인 유타 재즈 소속으로 뛰고 있으며 클리블랜드 이적 후 미네소타 시절 단  42번이 영구결번이라 농구를 처음 시작할 때 입었던 0번을 달았다.

## 생애
러브는 미국 캘리포니아주 샌타모니카에서 카렌 러브와 스탠 러브 부부의 삼남매 중 둘째로 태어났다. 아버지 스탠 러브는 로스앤젤레스 레이커스에서 활동한 NBA 선수 출신이었고, 큰아버지 마이크 러브는 음악가이자 밴드 비치 보이스의 멤버이다. 러브가 태어난 뒤 1년이 지나 러브의 가족들은 오리건주 레이크 오스위고로 이주했다. 아버지 스탠은 로스앤젤레스 레이커스와 보스턴 셀틱스의 라이벌 경기가 담긴 비디오 테이프를 아들인 케빈과 함께 보곤했다.

## 고등학교 선수 시절
러브는 고등학교 농구부에서 훌륭한 성적을 남겼는데, 2학년 때에는 경기당 평균 25.3 득점, 15.4 리바운드, 3.7 어시스트를 기록했다. 2005년 팀을 오리건주 고등학교 결승전으로 이끌었는데, 결승전에서 제수트 고등학교에 57 대 53으로 패했다. 2006년 러브는 경기당 평균 28 득점, 16.1 리바운드, 3.5 어시스트를 기록하면서 다시 팀을 오리건주 고등학교 결승전으로 이끌었고, 결승전에서 24 득점, 9 리바운드를 기록하면서 카일 싱글러가 소속된 사우스 매드포드 고등학교를 물리치는 데 기여했다.

## NBA 선수 시절
2008년 4월 17일 러브는 UCLA 대학을 떠나 NBA 드래프트에 참가할 것을 선언한다. 2008년 NBA 드래프트에서 멤피스 그리즐리스의 1라운드 전체 5순위의 지명을 받았는데, UCLA 대학 동료였던 러셀 웨스트브룩의 시애틀 슈퍼소닉스의 전체 4순위 지명에 이은 것이다. 드래프트 직후 러브는 마이크 밀러, 브라이언 카니널 그리고 제이슨 콜린스와 함께 미네소타 팀버울브스로 트레이드된다. 미네소타에서는 전체 3순위 지명자인 O. J. 마요와 안투안 워커, 마르코 자릭 그리고 그렉 버크너가 멤피스로 트레이드된다.

## 참조
1. ↑  이승기 (2014년 8월 27일). “'클리블랜드 입단' 러브, "우승하러 왔습니다"”. 루키. 2022년 12월 9일에 확인함.
2. ↑  현재 NBA 디트로이트 피스톤스 선수